# Jessica Steen
Jessica Steen, född 19 december 1965 i Toronto, Ontario, är en kanadensisk skådespelare som bland annat medverkat i Kärlekens vindar, Earth 2 - den andra jorden, Armageddon, NCIS, Heartland och Flashpoint.

## Filmografi i urval
- 1987–1988 – Captain Power and the Soldiers of the Future (TV-serie)
- 1991–1993 – Kärlekens vindar (TV-serie)
- 1994–1995 – Earth 2 - den andra jorden (TV-serie)
- 1996 – Cityakuten (TV-serie)
- 1997 – Åtalad för mord (TV-serie)
- 1997 – Rätt och galet
- 1998 – Armageddon
- 1999–2001 – Advokaterna (TV-serie)
- 2002 – Monk (TV-serie)
- 2003–2007 – NCIS (TV-serie)
- 2004 – Stargate SG-1 (TV-serie)
- 2004 – Nip/Tuck (TV-serie)
- 2005 – Förhäxad (TV-serie)
- 2005 – Chaos
- 2006 – Supernatural (TV-serie)
- 2006 – CSI: Crime Scene Investigation (TV-serie)
- 2007–2023 – Heartland (TV-serie)
- 2008–2015 – Those Damn Canadians (TV-serie)
- 2009–2012 – Flashpoint (TV-serie)
- 2018 – Grey's Anatomy (TV-serie)